# Mental Health Facilitator
Ein Mental Health Facilitator („Unterstützer“ im Unterschied zum professionellen Helfer) ist ein Laienhelfer oder Paraprofessional, der unter psychischen Problemen leidenden, traumatisierten, trauernden, suchtabhängigen, gemobbten Menschen oder Opfern häuslicher, krimineller und politischer Gewalt kenntnisreich hilft, psychische Beeinträchtigungen, Leid und Stress zu reduzieren, indem er sie professioneller Hilfe zuführt oder sie bei der Eingliederung oder Rehabilitation unterstützt, z. B. in Kooperation mit sozialpsychiatrischen Diensten.

## Allgemeines
Ein Trainingsmodell des Mental Health Facilitators (MHF) wurde vom National Board for Certified Counselors (NBCC) in den USA auf Anforderung der Weltgesundheitsorganisation als internationales Weiterbildungscurriculum für Ersthelfer und Unterstützer konzipiert. Beim Facilitator-Training handelt es sich nicht um eine therapeutische oder notfallpsychologische Ausbildung, sondern um eine Sensibilisierung und Qualifizierung von Laienhelfern bzw. eine Zusatzqualifizierung für medizinisches Personal.
Einsatzgebiete des MHF sind das Erkennen von und die unmittelbare Hilfe bei psychischen Problemen und Krisen, die Verbesserung des Zugangs zu Versorgungseinrichtungen der Gemeindepsychiatrie und ggf. die Weiterverweisung an Spezialisten, die Ersthilfe bei Katastrophen mit großen Zahlen an Traumatisierten, die Mitwirkung bei der betrieblichen Gesundheitsprävention und beim betrieblichen Eingliederungsmanagement sowie die Förderung der psychischen Gesundheit und der Resilienz benachteiligter Gruppen.
In diesem Zusammenhang geforderte und zu trainierende Kompetenzen sind u. a.: Beobachtungsgabe, Empathie, Gesprächsführungs- und Fragetechniken, kultursensibles Vorgehen, um religiöse oder kulturelle Widerstände gegen professionelle Hilfe abzubauen, ferner die Nutzung einfacher Interventionstechniken in Krisensituationen und die Kenntnis von Institutionen, Netzwerken und kompetenten Spezialisten. Eine wichtige Kompetenz von Helfern ist es, sich selbst persönlich vor eventuellen negativen Folgen des dauernden Umgangs mit traumatisierten oder leidenden Menschen schützen zu können.
Das im Regelfall 13 Module umfassende Training des NBCC, das methodisch auf Gesprächsführungstechniken von Carl Rogers aufbaut, wird in Dauer und Inhalt den jeweiligen nationalen und regionalen kulturellen Besonderheiten angepasst. Dabei muss der Tatsache Rechnung getragen werden, dass die Vorstellungen von mentaler Gesundheit nie kulturneutral sind und Notfallsituationen oft durch interkulturelle Kommunikationsprobleme geprägt sind. Daher wurde der in den USA entwickelte Ansatz durch Aspekte kultursensibler Beratung ergänzt.
So geht westliches Denken davon aus, dass bestimmte Lebensereignisse fast zwangsläufig traumatisierend wirken oder dass die Artikulation von Emotionen „gesünder“ ist als das Ertragen von Leid in stoischer Ruhe. Alle diese Annahmen können plötzlich in Frage gestellt werden, wenn z. B. westliche Helfer in Botswana mit den Praktiken von Geistheilern konfrontiert werden, die versuchen, die mit Fremden, zumal mit dem Auftreten von Europäern oder Amerikanern, assoziierten besitzergreifenden Geister zu vertreiben, oder wenn sie sogar zu ihnen in Konkurrenz treten oder mit ihnen kooperieren müssen, um wirksam zu sein.
Ein Element des Trainings ist es daher, ein Verständnis für die Ausdrucksformen basaler Emotionen (Freude, Überraschung, Ärger, Ekel, Furcht, Trauer nach Paul Ekman) zu wecken, diese bewusst zu machen und zugleich zu verstehen, dass das 'Emotionsmanagement’ und damit die 'Modulation' des Gefühlsausdrucks kulturspezifischen Regeln unterworfen sind – ein Sachverhalt, der z. B. angesichts der Tsunami-Katastrophe in Japan 2011 in Europa noch auf Unverständnis stieß. Im buddhistischen Kulturbereich ist das Konzept des MHF auf großes Interesse gestoßen.
Seit 2020 kann das Training unter den Bedingungen der Covid-19-Pandemie in Deutschland auch in virtueller Form angeboten werden. Das bezieht sich nicht nur auf die durch die Pandemie verursachten Problemlagen, sondern auch auf den Einsatz der Schauspieler, die ein breites Spektrum von mehr oder weniger auffälligen psychischen Problemen darstellen können und das Gesprächsführungstraining unterstützen.

## Zielgruppen
Zielgruppen sind u. a. Sozialarbeiter und Case Manager, Arbeitsvermittler, Krankenpflege- und anderes spezialisiertes medizinisches Personal, das die Ansprache von traumatisierten oder leidenden Personen in der Ausbildung nicht immer erlernt hat, ferner z. B. Personalverantwortliche, Beratungslehrer, Studienberater, Gesundheitshelfer, Sozialarbeiter, Rettungssanitäter, Polizisten, Feuerwehrleute (Helfer vor Ort), Katastrophenhelfer, Entwicklungshelfer und Geistliche aller Konfessionen sowie Personen, die in der Arbeit mit Migranten, Älteren oder Menschen mit Behinderungen tätig sind. Ferner geht es um den Selbstschutz der in diesen Bereichen tätigen Personen (u. a. um Burnout-Prävention).
Der MHF wird international vor allem von Organisationen der Gesundheits- und Katastrophenhilfe sowie der Entwicklungszusammenarbeit nachgefragt. Auch in Deutschland wurden gute Erfahrungen mit ehrenamtlich tätigen Laienhelfern bei der Unterstützung von Menschen mit psychischen Problemen gemacht. Als vorteilhaft wird angesehen, wenn sie in Gruppen arbeiten und sich somit gegenseitig unterstützen können.
In dem Maße, in dem sich ein Arbeitsmarkt mit der MHF-Zusatzqualifikation zu einschlägigen Ausbildungen entwickelt, wurde das Modell von einigen amerikanischen Hochschulen und Ausbildungseinrichtungen adaptiert, die Laien nicht nur für ehrenamtliche, sondern auch für bezahlte Tätigkeiten in der kommunalen Versorgung psychisch auffälliger Menschen qualifizieren.

## Geschichte
Ausgangspunkt der Überlegungen zur Entwicklung des MHF waren ursprünglich der erschwerte Zugang zu therapeutischen Diensten und psychiatrischen Einrichtungen sowie die geringe Zahl qualifizierter Professionals und fehlender kommunaler Einrichtungen im Mental-Health-Bereich in vielen gering entwickelten und Schwellenländern. Entwickler des Curriculums waren u. a. Donna Henderson (Wake Forest University) sowie Scott Hinkle (Coordinator of Clinical Training, NBCC). Das Pilottraining zum MHF fand im September 2007 in Mexiko statt. An einer Hochschule wurden MHF-Trainer zum ersten Mal in Penang (Malaysia) 2008 ausgebildet. Ein erstes Pilottraining in Europa wurde 2009 in Sofia (Bulgarien) durchgeführt. Die deutsche Version wurde von NBCC Deutschland bearbeitet und seit 2009 von Barbara Weißbach (IUK-Institut Dortmund) und Hans-Jürgen Weißbach in Kooperation mit der Fachstelle für Suchtprävention im Land Berlin pad e. V., der Landesstelle für Suchtfragen Schleswig-Holstein e. V. und zeitweise mit der Fachhochschule Frankfurt am Main angeboten. In der Covid-19-Pandemie 2020/21 wurde das Curriculum verstärkt an betriebliche Bedürfnisse angepasst (z. B. Kontaktaufnahme und Betreuung über Online-Medien). Bisher fanden in Deutschland 28 Kurse statt, darunter einige per Zoom für Großunternehmen mit mehreren Standorten.
Der MHF nach Standards des NBCC ist inzwischen in mehreren entwickelten und Schwellenländern sowie vor allem in Drittweltländern verbreitet bzw. im Einsatz, u. a. in Bhutan (wo es zur Zeit der Einführung nur zwei Psychiater gab), Botswana, Bulgarien, Deutschland, Liberia, Malawi, Malaysia, Mexiko, Portugal, Rumänien, Sambia, Tansania und Uganda. Das englischsprachige Curriculum wurde auch ins Spanische und Chinesische übersetzt. In China wurden MHF nach dem Erdbeben am 12. Mai 2008 tätig.
Im Jahr 2019 waren weit über 2000 MHF weltweit registriert, davon in Deutschland 309 (2023). Die Kurse können in Deutschland auch im Rahmen des Präventionsgesetzes finanziert werden. Eine verkürzte Version für Studierende, Lehrende und Mitarbeiter wurde in diesem Rahmen seit 2019 vom IUK-Institut Dortmund mehrfach an einer nordrhein-westfälischen Hochschule durchgeführt.

## Verwandte Ansätze
Der MHF knüpft an ältere Traditionen der Laienhilfe in Deutschland, Frankreich, Italien oder den Niederlanden an, die durch den Professionalisierungsdruck der Psychiatrie teilweise verdrängt waren. So wurde im Jahr 1829 wurde in Hessen-Nassau der erste „Verein zur Unterstützung der aus dem Corrections-, Zucht- und Irrenhaus entlassenen Individuen im Herzogtum Nassau“ gegründet.
Im gesamten angelsächsischen Raum wird seit den 1990er Jahren die Mitarbeit von Mental Health Support Workers in der Gemeindepsychiatrie (z. B. in Irland: Mental Health Matters Facilitators) intensiviert. Charakteristisch ist, dass bei Rekrutierung und anschließender kurzer Ausbildung vor allem auf Persönlichkeitsmerkmale und auf Erfahrung im Umgang mit der Zielgruppe und weniger auf formale Qualifikationen geachtet wird. Als Trainingsmethode spielt die Diskussion in der Peer Group eine bedeutende Rolle. Allerdings weichen die Trainingszeiten der verschiedenen Konzepte stark voneinander ab: Das Spektrum reicht von 16 Stunden bis zu acht Tagen und mehr.
Insbesondere in ländlichen Regionen, in denen die ärztliche und therapeutische Versorgung unzureichend ist, wird das Modell häufig eingesetzt, z. B. in Kanada und in Australien für Laienhelfer. In Australien existiert Mental Health First Aid. Das MHFA-Programm wurde 2001 entwickelt, umfasst ein ca. 5-tägiges Training und setzt den Fokus nicht wie die MHF-Ausbildung auf die Gesprächsführung, sondern bietet symptom- oder erkrankungsbezogene Guidelines zur Ersten Hilfe bei psychischen Problemen und Krisen. Diese Guidelines stehen auch als Download zur Verfügung, z. B. auch für den Umgang mit verwirrten älteren Personen. Das Nossal Institute for Global Health der Universität Melbourne engagiert sich in Indien bei der Ausbildung zur Primärversorgung psychisch Kranker durch Verbesserung der Mental Health Literacy, d. h. des Wissens um psychische Gesundheit.
Ähnliche Kurse werden im Vereinigten Königreich und in Australien seit längerer Zeit als Zusatzqualifikation für praktische Ärzte angeboten mit dem Ziel, eine objektiv nicht notwendige medikamentöse Behandlung zu vermeiden.

## Wirksamkeit von Laien- und semiprofessioneller Hilfe
Verschiedene Untersuchungen (u. a. von Joseph A. Durlak; Hattie, Sharpley und Rogers; Bashir u. a. sowie dem Schweizer Gesundheitssoziologen Peter C. Meyer) haben die Wirksamkeit von Laienintervention, aber auch die Notwendigkeit eines sorgfältigen Trainings aufgezeigt. So wurden schon beim Erdbeben in Kobe 1995 und wieder beim Erdbeben und Tsunami in Nordjapan 2011 Freiwillige (sogenannte „Herzenströster“) geschult und eingesetzt, die Gespräche mit den traumatisierten Opfern führten, um zur Verarbeitung der Emotionen beizutragen und so die Gefahr einer langwierigen posttraumatischen Belastungsstörung zu reduzieren. Die Befunde von Durlak wurden von Hattie, Sharpley und Rogers bestätigt und gegen Kritik verteidigt. Bashir u. a. (2000) zeigten, dass der Einsatz von Mental Health Facilitators die Identifikationschancen psychischer Probleme in den Praxen von Allgemeinmedizinern und Hausärzten erhöhen kann. Jorm u. a. (2005) zeigten in einer australischen Studie, dass 78 Prozent der Trainees ihr in den Kursen erworbenes Wissen innerhalb von 19 bis 21 Monaten angewendet hatten. Die Befragten berichteten überwiegend über ein verbessertes Verständnis für Menschen mit psychischen Problemen und ein verbessertes Krisenhandling als Folge der Kurzausbildung. Es gab keine Anzeichen dafür, dass die befragten Personen ihre Kompetenzen bei der Hilfeleistung überschätzten (also für sogenanntes Overconfidence). Auch Hildegard Müller-Kohlenberg konstatiert in einer sekundäranalytischen Studie eine „Äquieffektivität von Laien und Professionellen im psychosozialen Bereich“ von Laien und Professionals im psychosozialen Bereich mit gewissen Einschränkungen bei bestimmten Problembereiche oder Klientengruppen.